# Manfred Eicher
Manfred Eicher (Lindau, 9 luglio 1943) è un bassista e produttore discografico tedesco fondatore della ECM Records.

## Biografia
Manfred Eicher ha studiato musica all'accademia di Berlino; seguiva con passione il jazz e suonava il basso, ma era anche appassionato di cinema. Nel 1969 fondò l'etichetta discografica Editions of Contemporary Music, conosciuta anche come ECM, a Monaco di Baviera. Tra gli artisti sotto contratto con tale etichetta ci sono (o ci sono stati) Keith Jarrett, Jan Garbarek, Chick Corea, Gary Burton, Jack DeJohnette, Enrico Rava, Anouar Brahem, Dave Holland, Pat Metheny, Ralph Towner, Terje Rypdal, Steve Kuhn, Manu Katché, John Abercrombie, Marco Ambrosini, Jean-Louis Matinier e l'Art Ensemble of Chicago. Eicher ha curato personalmente la maggior parte delle pubblicazioni ECM (che vanta più di mille titoli in catalogo), anche per quanto riguarda grafica e packaging. Per questo motivo i booklet dei CD, a prescindere dall'artista, presentano di solito una certa coerenza e uniformità stilistica, caratterizzata da un'essenzialità quasi minimale.
Nel 1984 Eicher inaugurò una nuova divisione dell'ECM, chiamata ECM New Series, indirizzata verso la musica classica, pubblicando dischi di Steve Reich, Arvo Pärt, John Adams, Meredith Monk e Pérotin. Particolarmente degno di nota, tra i titoli New Series, è Officium (1994), duetto tra il sassofono di Jan Garbarek e il quartetto vocale Hilliard Ensemble, registrato all'interno del monastero di Saint Gerold. È l'album più venduto dell'etichetta.
Nel 1992 fu co-regista e co-sceneggiatore del film Holozän e nel 2002 ha scritto la musica per il film Kedma.
Nel 2015 ha partecipato all'evento del Prix Italia “Inside The Music: incontro con Manfred Eicher”.

## Riconoscimenti
- 1986 “German Record Critics Award” onorario
- 1998 Premio musicale della città di Monaco di Baviera
- 1999 V Class Order of the Cross of St. Mary's Land dal Presidente dell'Estonia.
- 2000 Laurea honoris causa in Lettere dall'università di Brighton per il contributo per lo sviluppo della musica contemporanea.
- 2001 Commander of the Royal Order of Merit dal Re di Norvegia.
- 2002 Grammy Award nella categoria Classical Producer of the Year, nomination nel 2003 e nel 2004.